# 普通高等学校和高中阶段学校学生的军事训练

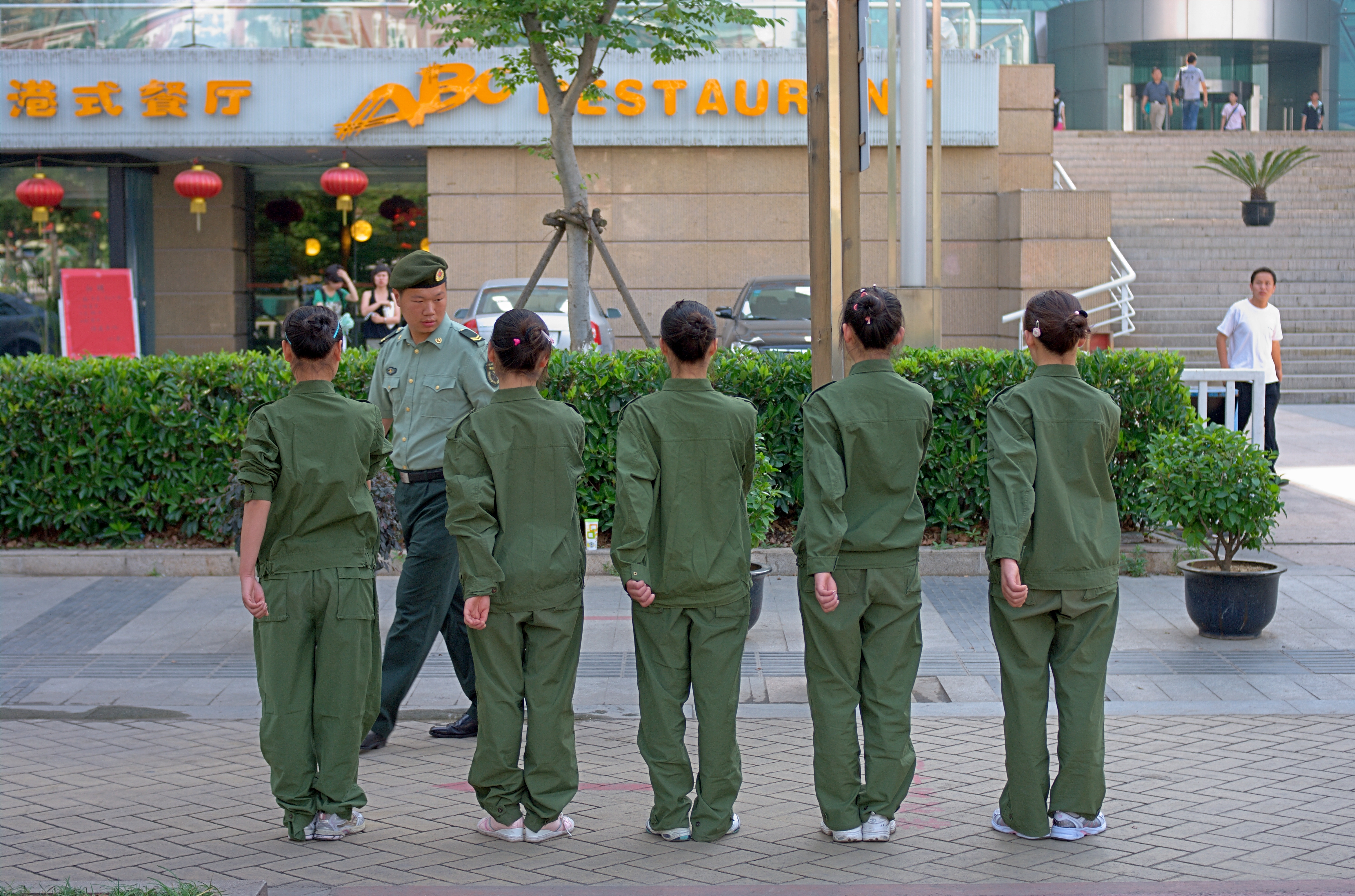
一名中国人民解放军上等兵正在检查军训中进行队列训练的学生（江苏省南京市）

中華人民共和國学校学生的军事训练，简称军训，是中華人民共和國根據《中華人民共和國國防法》《中華人民共和國教育法》《中華人民共和國兵役法》《中華人民共和國國防教育法》和《中共中央關於教育體制改革的決定》规定及要求下，对普通高等学校和高中阶段学校（包括普通高中、职业高级中学、中等专业学校等）以及初中学生進行的基礎軍事訓練及國防教育，以政治宣傳為主要目的，兼培養和儲備後備兵員及預備役軍官。

## 历史

### 古代传统
中国的学生军事训练的历史最早可溯至夏商时期。根据史料记载，商朝因诸侯间战争增加，统治者重视军事训练，除对正规军队加以训练外，还通过学校对各级贵族进行军事教育。自西周起，官学分为“国学”与“乡学”，并且有“小学”和“大学”两级，其中的“大学”即以“六艺”（礼、乐、射、御、书、数）为标准课程，其中的射、御即军事训练，教师通常由军官担任。春秋时期，对“亦兵亦农”的普通国人而言，更主要的军事训练及实战演习是参与田猎。此外排演战斗舞蹈（“武舞”）也是春秋时期列国军事训练的重要项目。
秦国在建立统一政权前，很重视学校军事训练。但统一政权成为秦朝后，至汉朝学校军事训练萧条，但在地方学校教育中仍有军事训练内容。东汉王莽执政时，经学家刘昆每年春秋之际都会率500余名弟子习武，王莽怀疑其图谋不轨而关押了他和家属，可见当时传授经书为主，但也包括射御等军事训练。隋朝时“偃武修文”削减武备，科举开始成为主流，文、武分举后，文举不考武学，学校军事训练渐废。唐朝初年确立了战时重武、平时重文的国策，但唐朝取士法仍偏重科举，学校变成了科举的附属物，学校军事训练废止。宋朝武将地位被士子全面超越。
清朝开国之初的教育文武并重。从官学、国学到地方学，学校课程多为文武兼备，开设骑射课。文科考试先试骑射击，八旗子弟武功不及格者不得考文场，学校军事训练由此大力普及，民间也随之竞相效仿。但学校军事训练并未获得多大发展。
1894年，甲午战争惨败令清朝上下都意识到“强兵尚武”的重要。1902年，蔡锷在《新民丛报》发表《军国民篇》，提倡“军国民主义”，对国民开展军事训练。同年，蒋百里发表《军国民教育》，提出学校增加军事课程，请军官教授学生军制、战略、战术等国防知识。1906年，清政府颁布《教育要旨》，将尚武教育列入教育宗旨，正式颁布学校军事训练的办法。

### 中华民国时期
中华民国成立后，1912年1月19日颁布《普通教育暂行法》，规定“高等小学以上体操应注重兵式”。同年9月正式将军事教育列入教育宗旨，要求全国各学校注重军事训练。不少学校还成立了“少年义勇团”或“童子军”，学校军事训练迅速展开。
但第一次世界大战结束后，世界掀起反对战争的思潮，中国的军国民教育思潮随之一度衰弱。1919年，一项调查显示，中国教育界普遍认为：“现在欧战之后，军国民教育不合民本主义，已为世界公认。我国教育宗旨，亦应顺应世界潮流。”1920年，全国教育联合会议将“尚武”从教育宗旨中删除。1922年颁发的《壬戌学制》取消了“军国民教育”，学校军事训练随之停滞。
1929年1月，南京国民政府颁布《修正高中以上学校军事教育方案》，规定“凡大学、高级中学及专门学校、大学预科并其他高等以上学校，除女生外均应以军事教育为必修科目”，“每年暑假期内，各校学生应受连续三星期之严格训练”。1931年颁布了《教育部关于高中以上学校加紧军事教育的通令》，希望通过学校军事训练“锻炼学生身心涵养、纪律、服从、负责、耐劳诸观念，提高国民献身殉国之精神，以增进国防之能力”。
当时，所有大学、高中等学校的男生都应以军事教育为必修科目，每年暑假接受连续三周的军事训练，教官由陆军学校毕业生担任。训练项目包括学习军事学识、培养优良德性及生活习惯，前者包括学科及术科。学科包括步兵操典、野外勤务、射击教范、防空常识、战车常识、卫生急救等。术科包括徒手教练、持枪教练、测图实施、弹药射击、夜间演习等。当时学校军事训练考核非常严格，不及格学生必须随下届学生重新接受军事训练，若毕业时仍不及格则不准毕业；凡高中以上学生军事训练不及格者，不得投考大学。1937年抗日战争全面爆发后，全国统一的学校军事训练中断，直到抗日战争胜利后才恢复。

### 中华人民共和国时期

#### 文化大革命前
中华人民共和国成立后，1955年颁布实施的第一部《中华人民共和国兵役法》第八章“高级中学以上学校学生的军事训练”规定了高级中学以上学校学生的军事训练办法，其中第五十四条规定“高级中学和相当于高级中学的学校的学生，应当在学校内受征集前的军事训练；训练的时间和科目由国务院规定。”第五十五条规定“高等学校的学生，应当在学校内受军事训练，并且准备取得预备役尉官军衔和准备担任尉官职务。高等学校军事训练的时间和科目，由国务院规定。”第五十六条规定“高级中学以上学校学生的军事训练，由学校编制内的军事教员进行。”同时该法第二十五条就征集服现役的问题规定：“正在高级中学和相当于高级中学的学校就学的年满十八岁的学生，按照国务院的命令征集或者缓征。”“正在高等学校就学的学生缓征。”因此高级中学以上学校学生的军事训练是高级中学以上学校学生履行兵役义务的基本形式这是中华人民共和国第一次在法律上规定了在高级中学以上学校学生中进行军事训练。
1955年11月1日，毛泽东批准了中共中央军委关于在高等院校进行学生军事训练的请示报告。从1955年冬季起，首先在北京体育学院、北京钢铁学院开展军训试点，后又增加北京邮电学院等12所高等院校。在这两批14所高等院校中，开展了21个军事专业课题的训练，受训学生一万余人。1955年至1957年间，教育部和国防部依据《中华人民共和国兵役法》的规定，又先后批准在全国127所中等学校开展了军训试点，受训学生7万余人。当时，高等院校重点开展预备役技术军官训练，高级中学开展基础军事训练。

#### 文化大革命时期
1960年代初，经国务院批准，全国53个大、中城市的38所高等院校和70所高级中学或中等专业学校的一年级学生进行了军训试点。1965年，根据中共中央关于大专院校学生到部队当一段时间兵的指示精神，全国又有部分大专院校学生来到中国人民解放军部队下连当兵。
文化大革命爆发后，1966年8月至11月，毛泽东在北京天安门先后8次接见来北京“串联”的红卫兵、学生、教师、群众共1200多万人。为维护秩序，驻京部队奉命接待和组织外地来京“串联”人员。同时，解放军全军各部队也在驻地开展接待“串联”师生工作。该工作完成后，12月9日总政治部批转了首都接待外地革命师生委员会和政治工作检查组《关于组织训练外地来京革命师生的总结报告》，肯定了部队人员在接待中的工作。12月19日，周恩来在北京工人体育场接见军队参加接待革命师生工作的指战员大会上对此次接待工作表示：“你们帮助训练革命小将，接送革命小将，这项工作做得非常紧张、繁忙，又非常细致。这事实上是一次为人民服务的大演习。”该阶段工作名义是训练，实际只是接待和组织。
1966年12月31日，中共中央、国务院发出《关于对大中学校革命师生进行短期军政训练的通知》，传达了毛泽东的指示：“派军队干部训练革命师生的方法很好。训练一下和不训大不一样，这样做，可以向解放军学政治，学军事，学四个第一，学三八作风，学三大纪律八项注意，加强组织纪律性。”《通知》规定：总参谋部、总政治部设立全国大中学校短期军政训练领导小组，各省和大中城市，以军队为主，当地省委、市委、自治区党委和文化革命小组派人参加，设立大中学校革命师生短期军政训练领导小组。《通知》要求从现在起到明年暑假，派出干部和战士分期分批对全国大中学校的革命师生普遍进行一次短期军政训练。此后全军各部队按照毛泽东指示及《通知》精神，普遍派出干部承担地方学校师生军政训练任务。如1967年1月20日至2月10日，驻京部队派出4105名干部，对北京大学、清华大学、北京航空学院、北京地质学院、北京矿业学院5所高等院校2.26万多名师生进行短期军政训练。在开始阶段仅限于组织师生学习毛泽东著作，学习中共中央有关“文化大革命”的文件，开展加强纪律性的教育和队列训练等，并未介入各单位“文化大革命”运动。
1967年1月23日，中共中央、国务院、中央军委、中央文革小组作出《关于人民解放军坚决支持革命左派群众的决定》。不久，毛泽东又赋予军队支农、支工、军管、军训等任务。1967年3月7日，毛泽东在《天津延安中学以教学班为基础，实行全校大联合和整顿、巩固、发展红卫兵的体会》上批示：“军队应分期分批对大学、中学和小学高年级实行军训，并且参预关于开学、整顿组织、建立三结合领导机关和实行斗、批、改的工作。”按照该批示精神，部队对部分学校进行的短期军政训练改成了军队支援地方“文化大革命”的长期任务。军训内容由单纯的军政训练改成了全面参与各学校“文化大革命”运动。全军各部队乃陆续抽调干部战士组成军训或解放军毛泽东思想宣传队派往学校，对大中学校师生开展军训。例如1967年4月全军每日派出干部战士5.3万多人，对3091所学校的师生开展军训。到1968年第二季度，全军军训学校已达1.17万多所。仅北京驻军和北京军区部队在1967年即派出2.8万多名干部战士，对2041所学校177万名师生开展军政训练。军训方式主要分三种：（1）集中15天至20天进行短期军政训练；（2）抽调干部战士组成“军官队”进驻学校，参与领导学校的“文化大革命”运动及军训；（3）1968年6月15日，中共中央、国务院、中央军委、中央文革小组发出《关于分配一部分大专院校毕业生到解放军农场去锻炼的通知》称：“大专院校毕业生，在那里可以和解放军一起活学活用毛主席着作、学农、学工、学军、学文、批判资产阶级，并接受解放军优良传统的教育。”根据该《通知》精神，大批大专院校毕业生被送往军队农场接受“再教育”。
1967年3月19日，中央军委作出《关于集中力量执行支左、支农、支工、军管、军训任务的决定》，派中国人民解放军执行“三支两军”任务，军训任务是“三支两军”任务之一。1972年8月21日，毛泽东同意中共中央、中央军委发出《关于征询对三支两军问题的意见的通知》及附件《关于三支两军若干问题的决定（草案）》，中共中央、中央军委决定“三支两军”人员撤回部队。
1966年毛泽东在“五七指示”中称：“学生也是这样，以学为主，兼学别样，即不但学文，也要学工、学农、学军，也要批判资产阶级。学制要缩短，教育要革命，资产阶级知识分子统治我们学校的现象，再也不能继续下去了。”此后这成为“文革”中的办学方针，大、中、小学均实行“开门办学”，即学生走出校门到工厂和农村开展学工、学农劳动，接受工人阶级和贫下中农再教育，并开展学军活动，即到部队驻地由解放军部队军训。“文革”时期的“学军”活动是将大、中学生作为小资产阶级知识分子送到部队接受再教育，师生都属于“被改造对象”，“学军”内容除了队列、射击等课目训练外，还有大量的政治教育。当时每年大、中、小学均要花数月时间停课，分别“学工、学农、学军”，学生长时间脱离学业从事这些校外活动，对基于书本的学业影响很大，这与1980年代起仅对高等院校和高级中学开展的短期军训有很大不同。

#### 改革开放初期
中共十一届三中全会后，1981年中共中央下发第11号文件，指示高等院校要把学生军训纳入教学计划，部分学校恢复了学生军训。1984年，第六届全国人民代表大会第二次会议通过并颁发了新的《中华人民共和国兵役法》第八章“高等院校和高级中学学生的军事训练”规定了高等院校和高级中学学生的军事训练办法，其中第四十三条规定“高等院校的学生在就学期间，必须接受基本军事训练。”“根据国防建设的需要，对适合担任军官职务的学生，再进行短期集中训练，考核合格的，经军事机关批准，服军官预备役。”第四十四条规定“高等院校设军事训练机构，配备军事教员，组织实施学生的军事训练。”“第四十三条第二款规定的培养预备役军官的短期集中训练，由军事部门派出现役军官与高等院校军事训练机构共同组织实施。”第四十五条规定“高级中学和相当于高级中学的学校，配备军事教员，对学生实施军事训练。”第四十六条规定“高等院校和高级中学学生的军事训练，由教育部、国防部负责。教育部门和军事部门设学生军事训练的工作机构或者配备专人，承办学生军事训练工作。”1985年和1987年先后颁布了《高级中学和相当于高级中学军事课教学大纲》和《高等学校学生军事训练大纲》。
1985年，教育部、中国人民解放军总参谋部等部门联合下发了《关于高等学校、高级中学进行军事训练试点问题的通知》。同年5月28日，全国学生军训试点工作会议召开，决定从1985年9月开始在全国52所高等院校、102所高级中学（含中等专业学校）设军事训练试点。1986年，中央领导强调，今后对高等院校新生要集中进行军事训练，过一段严格的军事生活。军事训练试点的高等院校增加至69所。1987年扩大到105所。为进一步搞好学生军事训练试点，国家教委、总参谋部就训练时间、训练内容、军事教员配备、经费和物资保障等方面作了规定。

### 1989年后

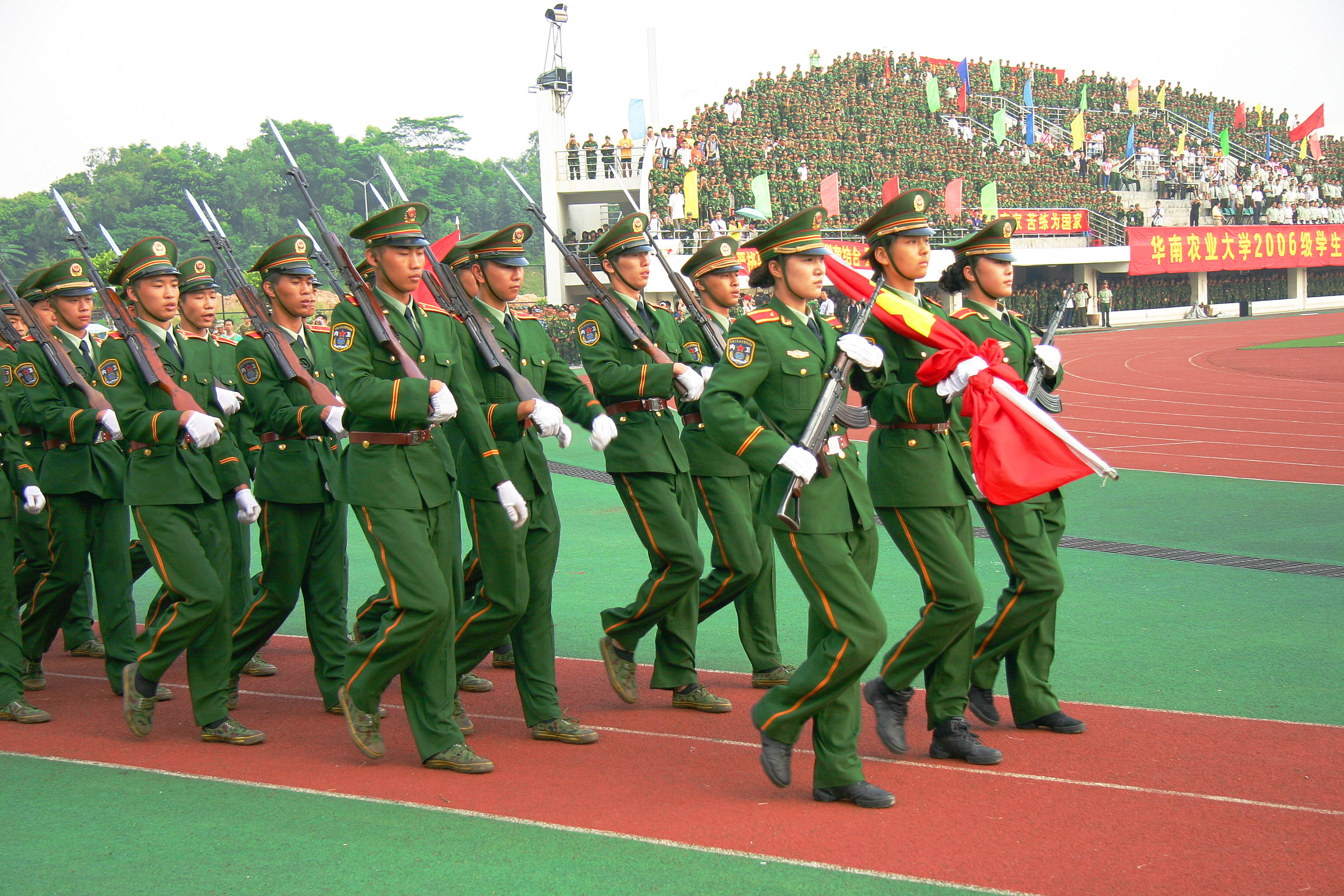
华南农业大学2006级学生军训阅兵式

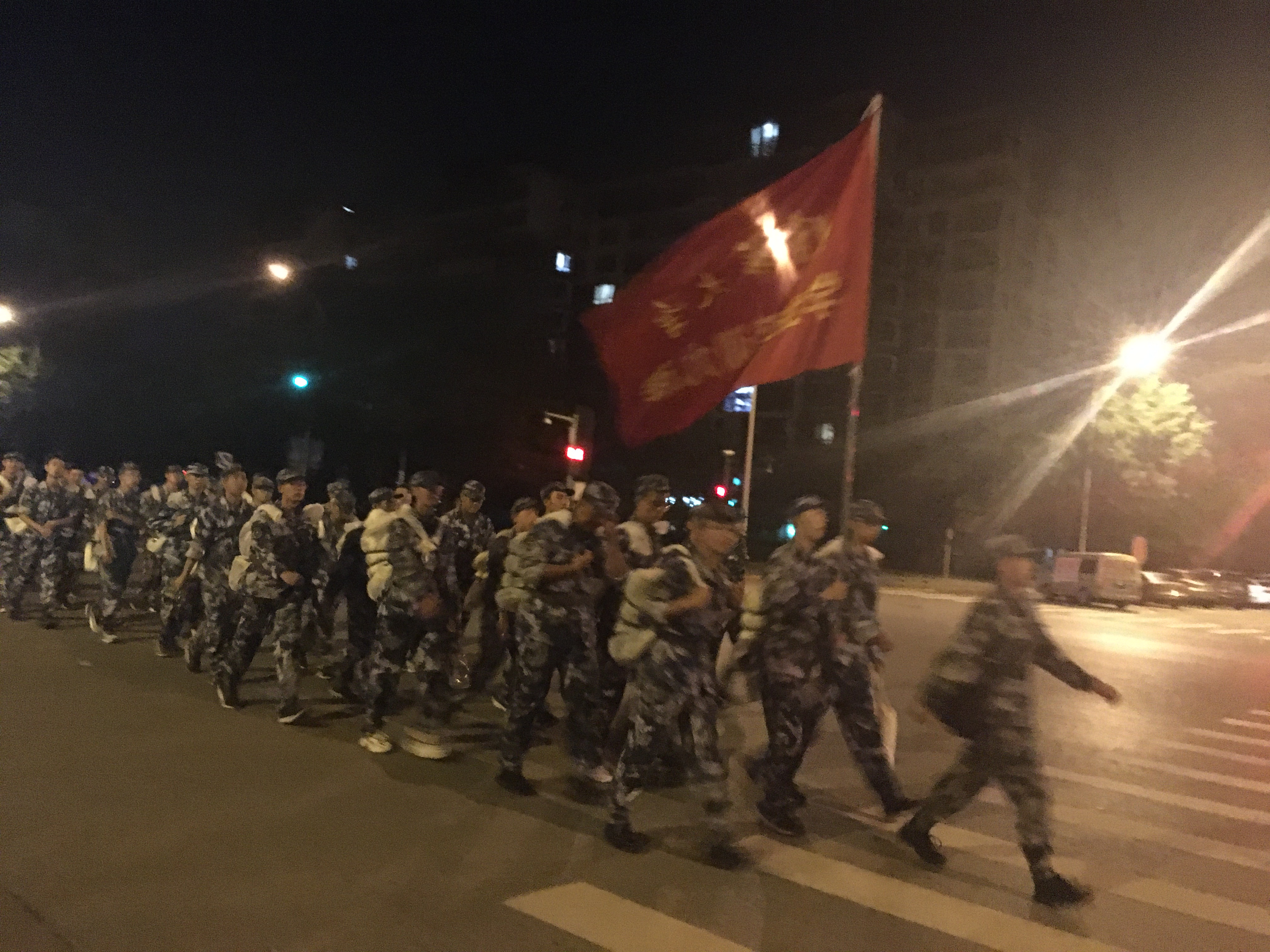
清華大學深夜軍訓

1989年后，根据国家教委的要求，从1989年到1992年，北京大学和复旦大学（从1990年起）这两所普通高等学校的本科新生均须参加为期一年的军事训练，学制随之从四年延长为五年。为这些学生进行军事训练的是全国四所实力最强、规模最大的陆军学院。其中北京大学自89级入学开始在中国人民解放军石家庄陆军学院、中国人民解放军信阳陆军学院军训1年，复旦大学自90级入学开始在中国人民解放军大连陆军学院和中国人民解放军南昌陆军学院军训1年。全国仅有这两所学校实行了这种为期一年的军事训练，而且不久便自93级入学起取消。1993年3月26日国务院办公厅秘书局印发《关于研究调整北京大学、复旦大学新生军政训练问题的会议纪要》，决定1993年招收的两校新生不再进行为期一年的军训。
到1996年，全国军事训练试点院校已扩大至157所，此外，从1996年到2005年还有不少非试点院校也根据情况组织学生开展了各种形式的军事训练。
2001年4月28日第九届全国人民代表大会常务委员会第二十一次会议通过《中华人民共和国国防教育法》，2001年4月28日中华人民共和国主席令第五十二号公布，自公布之日起施行。该法第十五条规定“高等学校、高级中学和相当于高级中学的学校应当将课堂教学与军事训练相结合，对学生进行国防教育。”“高等学校、高级中学和相当于高级中学的学校学生的军事训练，由学校负责军事训练的机构或者军事教员按照国家有关规定组织实施。军事机关应当协助学校组织学生的军事训练。”
2001年7月，国务院办公厅、中央军委办公厅以国办发〔2001〕48号文件转发了《教育部、总参谋部、总政治部关于在普通高等学校和高级中学开展学生军事训练工作的意见》。2001年11月，教育部、总参谋部、总政治部在天津联合召开“全国学生军训工作会议”。文件的下发和会议的召开，标志着自1985年起历时16年的学生军事训练“试点”工作结束，学生军事训练进入制度化轨道。根据国办发〔2001〕48号文件规定，自2001年到2005年由试点转入全面普及阶段。据不完全统计，截至2005年全国已有近500所高等院校、近3,000所中等学校开展学生军事训练，每年参训学生约占年度招生的一半左右。截至2014年全国已有2,000余所高等学校、22,000余所高级中学开展学生军事训练，每年参训学生1,700余万人。
2003年教育部、总参谋部、总政治部印发《高级中学学生军事训练教学大纲》。2007年教育部、总参谋部、总政治部印发《学生军事训练工作规定》。
2001年颁布的《教育部、总参谋部、总政治部关于在普通高等学校和高级中学开展学生军事训练工作的意见》中明确规定：军训开展的对象是普通高等学校和高级中学的学生。但相当多的地区和学校随意扩大军训学生的范围，对刚升入初中的学生，甚至有个别地方对小学生也开展军训，以致发生军训期间初中学生晕倒甚至死亡的事件。2005年，胡瑾等26名全国政协委员联名呼吁，明令禁止在义务教育阶段组织学生军训，并建立学生军训前的体格检查制度和保险制度等，并建议改变学生军训时间，将当时一般安排在暑假后第一学期开学上课前举办的军训改为在期中或第二学期开学上课前，以免刚完成升学考试的学生身体过于疲劳。
2011年第十一届全国人民代表大会常务委员会第二十三次会议《关于修改〈中华人民共和国兵役法〉的决定》将《中华人民共和国兵役法》第八章章名修改为“普通高等学校和普通高中学生的军事训练”，同时将第二十六条、第四十三条、第四十四条、第四十六条中的“高等院校”修改为“普通高等学校”；第四十五条、第四十六条中的“高级中学”修改为“普通高中”；第四十五条中的“相当于高级中学的学校”修改为“中等职业学校”，从而在法律上将学校军事训练范围由高等院校和高级中学缩小到普通高等学校和普通高中（及中等职业学校）。
2020年10月13日，在第十三届全国人民代表大会常务委员会第二十二次会议上提出的《中华人民共和国国防法》修订草案说明中提到，根据国防教育和国防动员领导管理体制改革实际，规定国防教育主管部门和其他有关部门国防教育工作职责，明确普通高校和高中学生军训制度。2020年12月22日，在第十三届全国人民代表大会常务委员会第二十四次会议提出的《中华人民共和国兵役法》修订草案说明中提到，鉴于学生参加军训的主要目的是接受国防教育，与兵役的强制性、军事性存在差异，将2011年版兵役法关于学生军训的内容“调整由正在修订的其他相关法律予以规范”，不再出现在兵役法中。2020年12月26日，中华人民共和国第六十七号主席令公布，新国防法于2021年1月1日起施行，学生军训正式成为国防法规定内容。新国防法中规定，“学校的国防教育是全民国防教育的基础。各级各类学校应当设置适当的国防教育课程，或者在有关课程中增加国防教育的内容。普通高等学校和高中阶段学校应当按照规定组织学生军事训练。”这意味着，非普通高中的高中阶段学校也需要开展军训活动。

## 军训内容

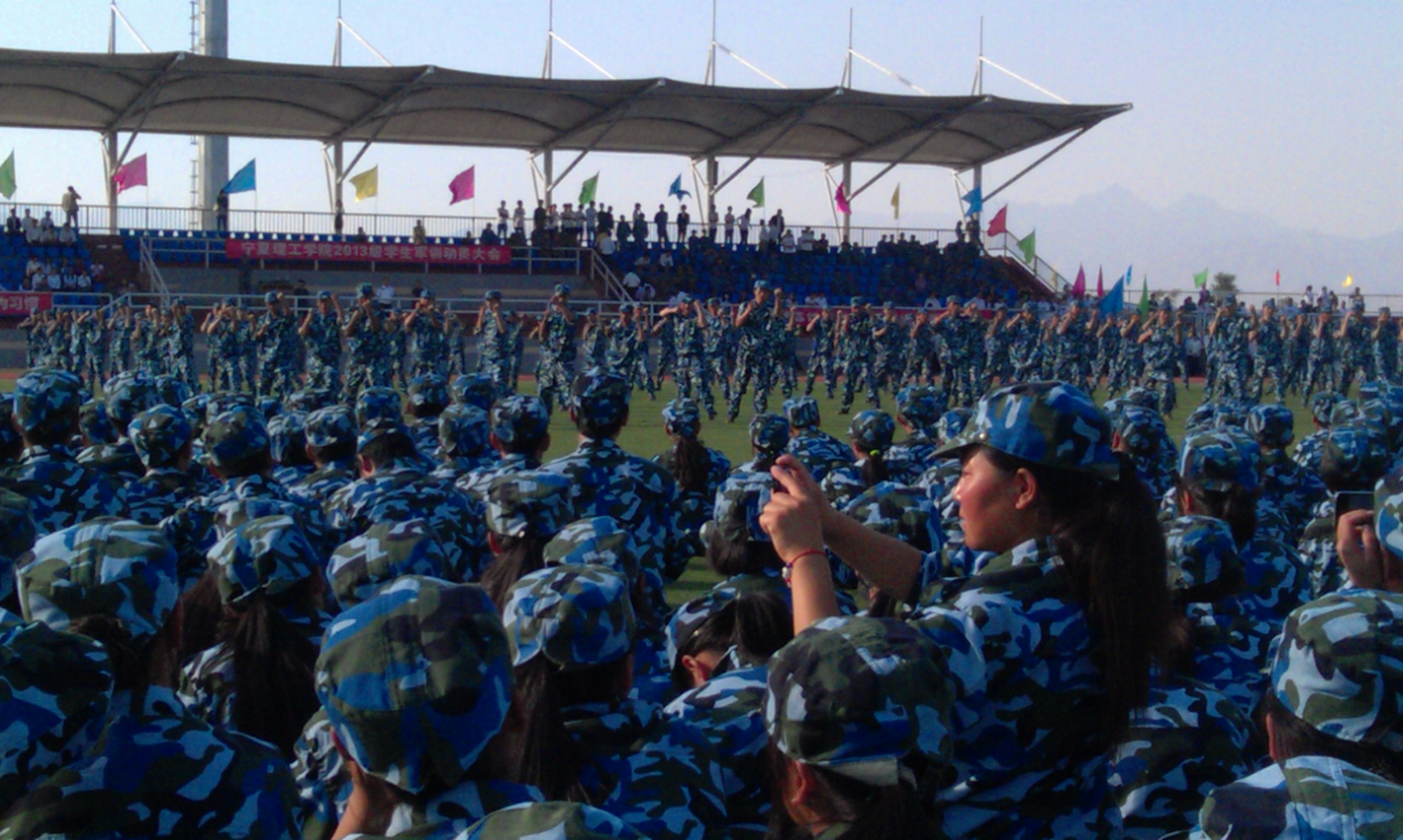
2013年，一群军训中的新生正在宁夏理工学院操场上表演军体拳

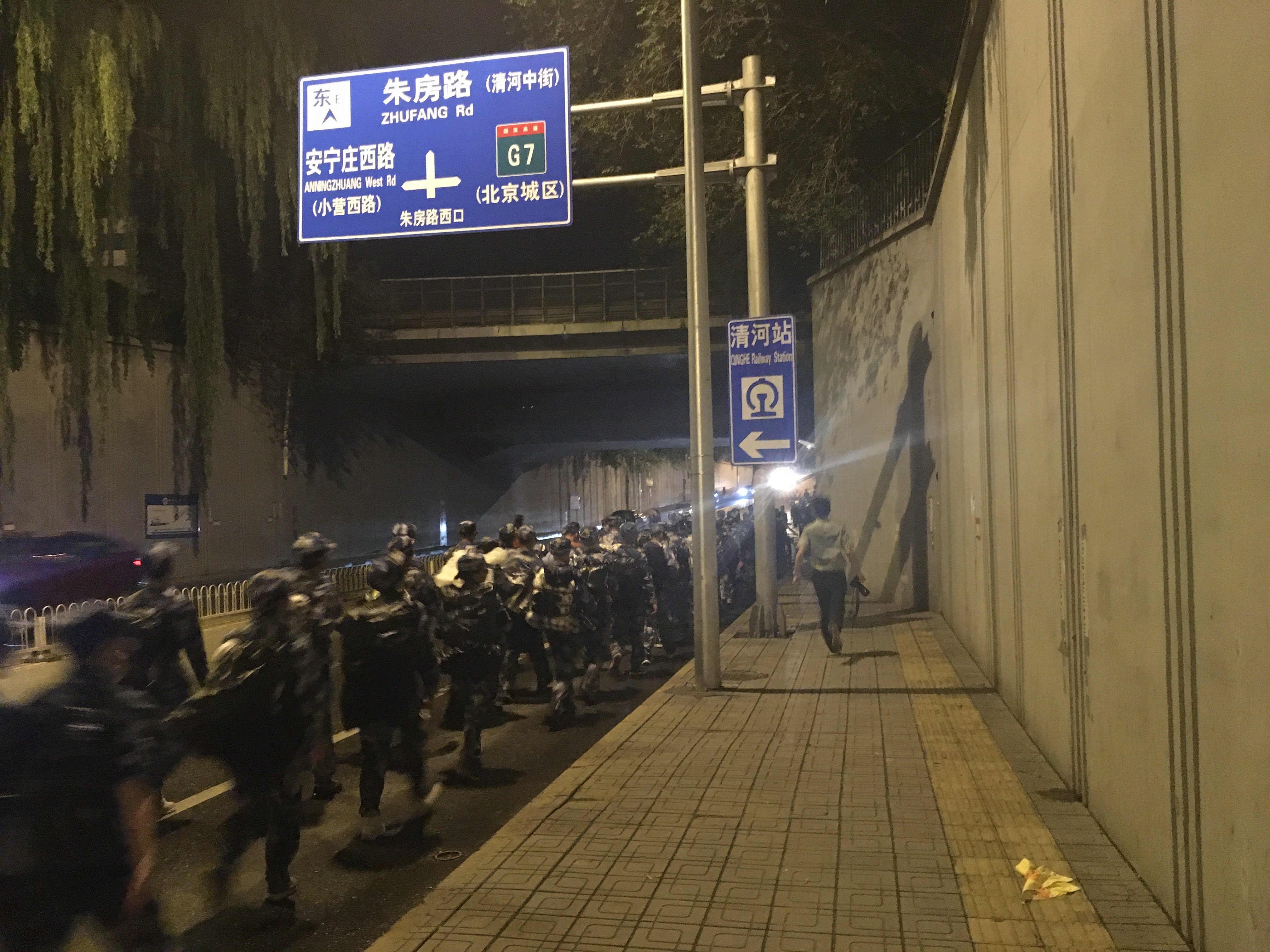
清華大學深夜軍訓拉练

根据《中华人民共和国兵役法》的规定，中华人民共和国实行“两个结合”兵役制度，役龄青年履行兵役义务采取服现役和服预备役两种形式。但每年征集服现役和参加民兵、预备役部队服预备役的人数规模有限。为保证履行兵役义务的均衡性，普通高等学校和普通高中学生普遍参加军事训练是他们履行兵役义务的基本形式。
自20世纪末起，高中生、大学生正在逐步成为中华人民共和国兵员的主体。在参军前对他们进行役前教育，可缩短从民到兵的距离，减少入伍后单兵课目、共同课目的训练时间，因此学生军事训练是培育高素质后备兵员的训练营。同时，根据《中华人民共和国兵役法》的规定，学生军事训练也是培养预备役军官的重要途径，这对健全预备役制度具有重要作用。
普通高等学校和普通高中学生军事训练的主要内容通常是：出早操，三大步伐、行止间动作、内务整理，队列训练，阅兵式、分列式训练，军体拳。晚上一般安排各种活动，如国防知识讲座、学唱军歌等。原先有不少学校还组织长途拉练、打靶等项目，到2010年代一些学校已放弃这些项目，但仍有不少学校继续开展。军训对象通常为刚入学新生，且一般以班级为单位。作为班级的第一次大型集体活动，军训可以增进同班级同学间了解。军训中的行列操练亦可培养班级成员间协作能力。
普通高中军事训练时间一般为一周左右，通常安排在高一新生开学前后进行。
2024年修订的《中华人民共和国国防教育法》规定，普通高等学校、高中阶段学校应当设置专门的国防教育课程或在有关课程中安排有关国防教育的内容，并按照规定组织学生军事训练；义务教育阶段的学校无需开展军事训练，但需要“将国防教育的内容纳入有关课程……使小学生具备一定的国防意识、初中学生掌握初步的国防知识和国防技能。”

## 军训时间
普通高等学校军事训练时间长短不一，最常见的是两周左右，但也有个别超过两周达到三周的。2010年代，普通高等学校新生军训时间明显缩短，超过两周的已很少见，有的甚至已缩短为一周左右。开展军事训练也不一定是在新生开学前进行，有的是安排在新生开学后的第一学期内进行，也有的安排在第二学年或其他时间进行。

### 示例（以普通高等学校重庆邮电大学为例）
以普通高等学校重庆邮电大学为例，2017级学生军训为期2周，从9月17日到30日在校园进行，具体安排为：
| 时间         | 训练内容（白天）                                                                                | 活动内容（晚上）                                         |
| ------------ | ----------------------------------------------------------------------------------------------- | -------------------------------------------------------- |
| 第一天       | 上午：军训动员大会 下午：明确训练安排、熟悉军训场地、一日生活制度、内务卫生标准等，军容风纪检查 | 队列训练，学员相互认识，挑选学生骨干，军旅文化交流       |
| 第二天       | 停止间队列动作、行进间队列动作                                                                  | 学唱军歌、教叠军被、社会主义核心价值观教育，军队传统教育 |
| 第三天       | 行进间队列动作                                                                                  | 军事理论课——现代战争空袭手段及其防护                     |
| 第四天       | 队列训练                                                                                        | 爱国主义教育——聂荣臻元帅精神巡讲                         |
| 第五天       | 队列训练                                                                                        | 国家安全形势报告——国际战略格局和我国周边安全环境         |
| 第六天       | 队列训练、会操                                                                                  | 防灾减灾、应急避险知识学习——人防、消防、救护技能讲座     |
| 第七天       | 大型消防疏散演练、灭火实战演练                                                                  | 各学院安排开学典礼、专业教育等                           |
| 第八天       | 野营拉练（防空袭、防核、生、化演练）                                                            | 各学院安排开学典礼、专业教育等                           |
| 第九至十二天 | 分项训练、综合训练、反恐演习训练                                                                | 分项训练、综合训练、反恐演习训练                         |
| 第十三天     | 分项训练、综合训练、反恐演习训练                                                                | 汇报表演预演、各团组织联欢                               |
| 第十四天     | 军训成果汇报（阅兵、分列式、军体拳、队列操、战术表演、人防应急避险演练等）                      |                                                          |

原先普通高等学校和普通高中军事训练普遍安排在暑假或开学初进行，所以每年9月开学前后各地帮训兵力和军训场地都会严重不足，这是学生军训工作面临的现实而紧迫的问题。部分地区因帮训兵力不足，所以充任教官的人员素质良莠不齐，有不少都并非现役军人而是预备役人员，对学生进行体罚甚至暴力殴打的事件时有发生，如2014年8月湖南省龙山县皇仓中学军训时，县人民武装部组织的预备役的教官与师生发生肢体冲突造成42人受伤，其中包括一名教师。为了解决帮训兵力和军训场地问题，2010年代各地纷纷调整军训计划，并拓宽军训教官来源。例如，自2014年起，中国人民解放军黑龙江省军区和黑龙江省教育行政部门尝试调整学生军训时间，错峰安排在每年8至9月和第二年4至6月这两个时段进行，并由黑龙江省教育厅牵头發文，指定30所高校将军训时间调整到第二年，实行错峰军训后，黑龙江省教官与学生比例由1∶100提高到1∶80。又如，2017年6月，中国人民解放军陕西省军区商请驻军派出帮训官兵的同时，指导多所高校选拔出450名高年级国防生、350名定向士官生以及900多名退役复学大学生担任军训教官，由陕西省军区分别组织集中培训，构建了以现役官兵为主体、复转军人为补充的帮训力量体系。再如，2017年4月，针对城区高中阶段学校多、场地少、军训展开困难等问题，陕西省军区会同陕西省教育厅多次深入学校、教育行政部门、民兵预备役训练基地调研论证，指导各军分区、市教育局对民兵预备役训练基地改建新建，按照“典型引路，试点先行”的办法完善配套设施和功能，扩大承训容量，承担学生军训任务。

### 带来的潜在风险与应对
由于军训很多安排在开学前后的8月至9月进行，天气过热、阳光强烈，加上没有军训前体格检查制度，所以在2015年以前军训中学生晕倒、猝死等意外时有发生。2015年，为保障学生军训过程的安全，国家卫生计生委制定并发布了推荐性卫生行业标准《学生军训卫生安全规范》，对学生军训前体格检查要求、学生军训负荷强度要求、军训期间疾病与不适症状报告制度等作了规定。2020年8月4日下午，中国湖南一位新高一学生在军训期间因患热射病抢救无效死亡。此事引起社会广泛讨论。

## 社会反响
2005年中国青年报社会调查中心与新浪校园频道合作开展的一项调查（共1510人参与）显示，97％的受访者在上学期间参加过军训，69%的人认为“军训很有价值”，但该调查也指出只有30%的人认为自己在军训中“收获了国防教育知识”，大多数人（51.5%）感受到的是“自己的意志品质得到了锻炼”。学校军训的基本内容长期是“三大步法、行止间动作、内务整理”，而基本军事科目训练极少甚至根本就没有，导致军训几乎成了简单的队列训练，单调枯燥且缺乏军事味，而且无论普通高等学校还是普通高中都同样是这些训练内容，既对年轻人缺乏吸引力，也无法满足国家切实提高学生军事素质的需要。许多地方和学校仅仅把学生军训当作一项指标，例行公事应付交差，既不重视也缺少资金、人员投入，就连深受学生欢迎的实弹打靶等项目都被普遍取消。国家曾要求有条件的地区，地方人民政府要增加经费投入，完善现有民兵训练基地等相关设施，逐步使学生军事技能训练在民兵训练基地集中进行，各省军区、军分区、县（市、区）人民武装部要为学生军训使用民兵训练基地提供便利，但能在民兵训练基地实施军训的学校至今仍屈指可数。由于参训学生家长普遍将军训的意义视为有利于孩子（很多是独生子女）磨练意志品质、建立良好的生活习惯、提高生活自理能力，且不少学校仅仅将军训当作加强学生管理、树立纪律观念、锻炼学生吃苦耐劳的方式，所以军训普遍忽视了本应当最重要的军事意义。另外，有个别普通高等学校（例如华南师范大学）军训时要求学生不论男女都要剪短发，大部分网友反对这种做法。
为了增强学生军训的军事味，使军训对青年学生产生吸引力，自2000年代起，部分地方和学校也进行了多种改革和探索，基地化训练模式是其中重要的改革方向。例如上海市军训工作一直有两种模式，一是中国人民解放军上海警备区协调现役部队承训，二是依托军训基地组训。2000年代初期上海市兴建了东方绿舟军训基地，该基地国防园内有一艘仿真航母，内有7层，分别设为中国兵器博览馆、模拟射击馆、国家安全教育馆、多媒体展示厅、军事4D电影院等，该基地不仅为学生提供了军训硬件设施，还先后建立了航空母舰、群雄争空、野战烟云、铁甲雄风、民防逃生、军事技能等7大系列30多个科目的体验教学内容，使军训课程获得极大丰富。2002年，上海市教委下发文件，将全市各区县学校到东方绿舟军训基地军训的时间列成时间表，明确由各区县教育局长挂帅，军训不利用假期，直接进入正常课程，各校高一学生都必须参加。上海市的学生军训基地发展迅速。2017年，在上海警备区的协调下，上海市共有54所高校参训，参训人员12.1万人，其中18所1.8万人依托学生军训基地组训。
2012年，在四川成都召开的全国高等学校学生军训现场会上，对新形势下大学生军训工作的发展方向进行研讨，会议确定大学生军训工作应由普及化转向规范化。2014年教育部、总参谋部、总政治部在天津共同主办了首届军事训练营，来自列入学生军事训练改革试点的天津市、黑龙江省、上海市等8个省市的320名高中生、大学生参加，“班进攻战术演练”、无线电测向、核生化防护、轻武器实弹射击等具备科技含量、注重实际操作的项目成为军训的主要内容，获得了参训学生的好评。